# Temenis pedania
Temenis pedania är en fjärilsart som beskrevs av Hans Fruhstorfer 1912. Temenis pedania ingår i släktet Temenis och familjen praktfjärilar. Inga underarter finns listade i Catalogue of Life.